# Волгин, Герман Юрьевич
Герман Юрьевич Волгин (17 марта 1963, Череповец, Вологодская область — 28 июля 2014) — советский и российский хоккеист, выступавший на позиции нападающего. Мастер спорта СССР международного класса.

## Карьера
Рано начал заниматься хоккеем у тренера Н. М. Манеева в ДЮСШ спортклуба «Шексна».
Первая команда мастеров — череповецкий «Металлург», где начал играть с 14 лет.
В пятнадцатилетнем возрасте переехал в Ригу. Играл в чемпионате СССР за местное «Динамо» у тренера Владимира Юрзинова, который впоследствии и раскрыл талант Германа Волгина.
В 1983 году из рижской команды был приглашён в молодёжную сборную СССР, в составе которой завоевал золотую медаль чемпионата мира среди молодёжи. В сборной выделялся результативной игрой, стал лучшим бомбардиром команды.
В 1985 году был приглашён в московский «Спартак», в составе которого завоевал серебряную и две бронзовые медали чемпионата СССР и был трёхкратным обладателем Кубка Шпенглера.
Впоследствии играл за московское «Динамо», выиграв с клубом бронзу.
После распада Советского Союза переехал в Германию, где шесть лет выступал за ведущие немецкие клубы.
Хоккейную карьеру завершил в родном Череповце. Сезон 1996/97 в «Северстали» был итоговым в его хоккейной карьере. Застарелая травма правого колена, на котором уже было проведено четыре хирургических операции, не давала играть в полную силу, и он оставил спорт.
В сезоне 1998/99 провёл один матч в составе «Спартака».
Работал в Москве на ТВ-6. Заочно окончил Московскую юридическую академию в 2003 году, работал юристом, играл за сборную ветеранов России. В 2002 году стал чемпионом мира в Словакии среди ветеранов.